# Staartschild

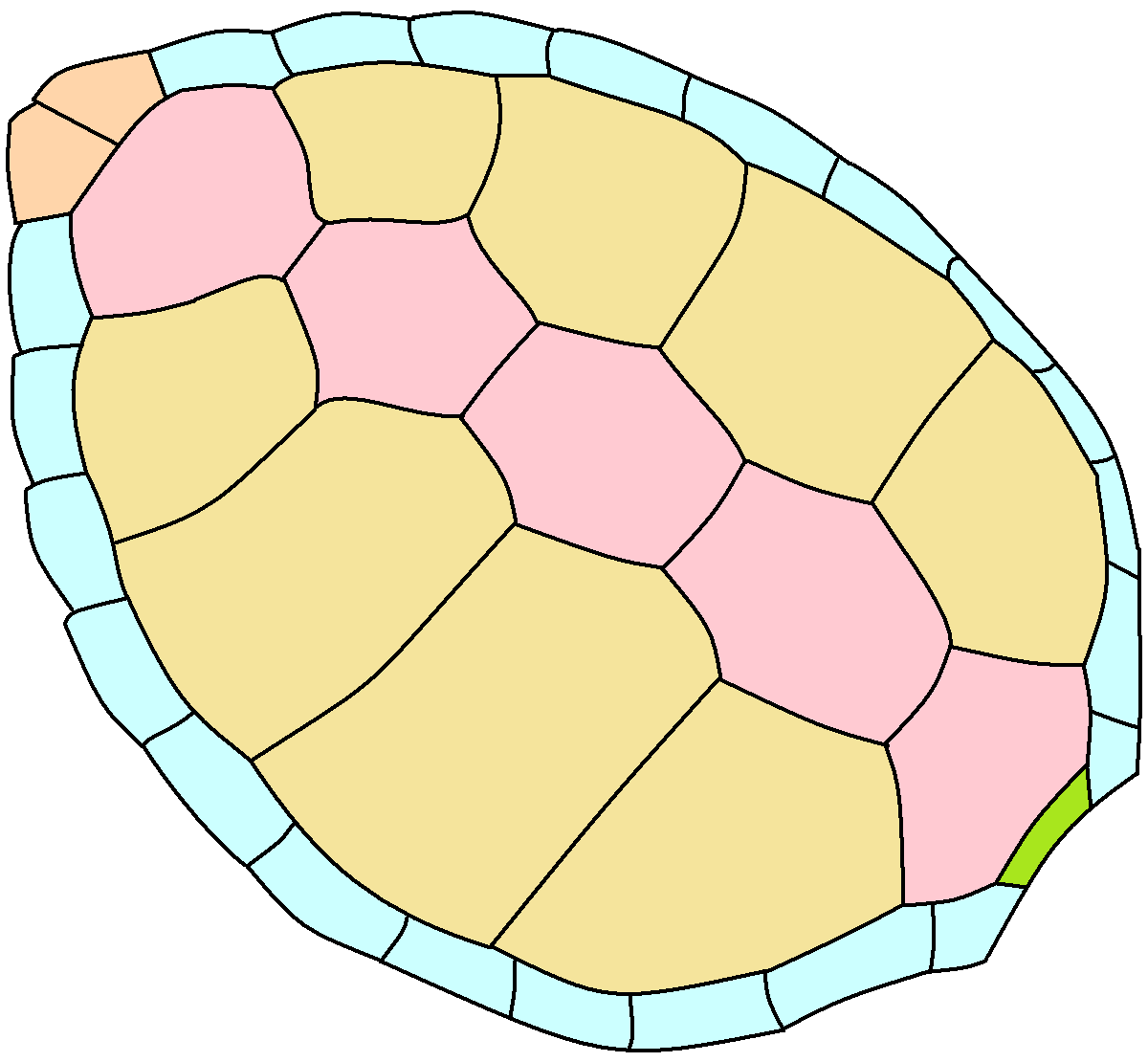
Hoornschilden van een soepschildpad

Het staartschild, ook wel supracaudaalschild of pygale (mv:pygalia) is een van de hoornschilden aan het rugschild van een schildpad. De vorm en grootte en de relatieve lengte van de naad op het midden van de staartschilden zijn een belangrijk determinatiekenmerk en verschillen vaak per soort.
Op de afbeelding rechts zijn de staartschilden aangegeven met een oranje kleur.